# Дом губернатора (Воронеж)
Дом губернатора — административное здание в Воронеже, расположенное по адресу: проспект Революции, 22.
Южная часть дома была построена в 1780 году как двухэтажный особняк воронежского коменданта А. И. Хрущёва. В 1792 году домом стал владеть губернатор О. И. Хорват. В 1795 году он продал его в казну, и вплоть до 1917 года это здание было официальной резиденцией воронежского губернатора. В нём размещалась канцелярия губернатора и его личные покои.
В начале XIX века усадьба включала в себя дом, два флигеля и большой сад. В середине XIX века дом перестроили по проекту С. Л. Мысловского — главный дом соединили с правым флигелем.
После революции здание стало Домом народных организаций, в 1920-е годы здание отдано под Дом крестьянина и губсовпартшколу. С 1934 года здесь располагалась областная публичная библиотека и музей изящных искусств. В Великую Отечественную войну старая часть дома сильно пострадала. В 1950 году, при восстановлении дома, архитектор Н. В. Троицкий объединил две разновременные части дома, надстроив старую часть и создав в центре портик.
После ремонта там разместилась газета «Молодой коммунар». Сейчас здание отдано федеральному казначейству и фондам краеведческого музея. В конце августа 2023 года было объявлено что на реставрацию здания было выделено 150,5 млн рублей.